# Hipertexto

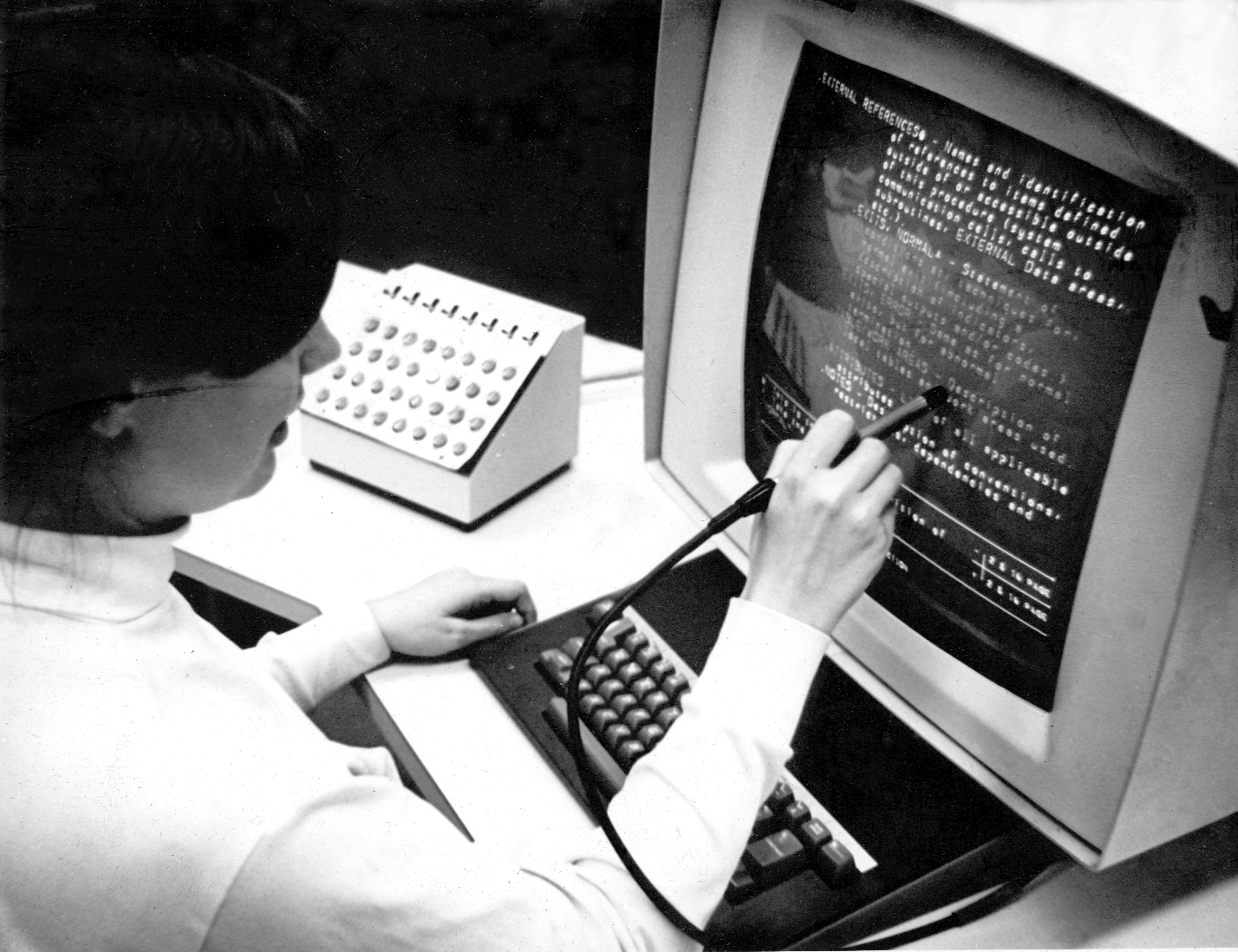
Sistema de edição de Hipertexto sendo utilizado em 1969

Hipertexto é o termo que remete a um texto ao qual se agregam outros conjuntos de informação na forma de blocos de textos, palavras, imagens ou sons, cujo acesso se dá através de referências específicas, no meio digital denominadas hiperligações. Estas hiperligações ocorrem na forma de termos destacados no corpo de texto principal, ícones gráficos ou imagens e têm a função de interconectar os diversos conjuntos de informação, oferecendo acesso sob demanda às informações que estendem ou complementam o texto principal. O conceito de "linkar" ou de "ligar" textos foi criado por Ted Nelson nos anos 1960 e teve como influência o pensador e sociólogo francês Roland Barthes, que concebeu em seu livro S/Z o conceito de "Lexia", que seria a ligação de textos com outros textos.
Em termos mais simples, o hipertexto é uma ligação que facilita a navegação dos internautas. Um texto pode ter diversas palavras, imagens ou até mesmo sons que, ao serem clicados, são remetidos para outra página onde se esclarece com mais precisão o assunto do link abordado.
O sistema de hipertexto mais conhecido atualmente é a World Wide Web, no entanto a Internet não é o único suporte onde este modelo de organização da informação e produção textual se manifesta.

## Etimologia
O prefixo hiper- (do grego "υπερ-", sobre, além) remete à superação das limitações da linearidade, ou seja, não sequencial do antigo texto escrito, possibilitando a representação do nosso pensamento, bem como um processo de produção e colaboração entre as pessoas,ou seja, uma (re)construção coletiva. O termo hipertexto, cunhado em 1965, costumeiramente é usado onde o termo hipermídia seria mais apropriado. O filósofo e sociólogo estadunidense Ted Nelson, pioneiro da tecnologia da informação e criador de ambos os termos escreveu:
Atualmente a palavra hipertexto tem sido em geral aceita para textos ramificados e responsivos, mas muito menos usada é a palavra correspondente "hipermídia", que significa ramificações complexas e gráficos, filmes e sons responsivos - assim como texto. Em lugar dela usa-se o estranho termo "multimídia interativa", quatro sílabas mais longa, e que não expressa a ideia de hipertexto estendido.— Nelson, Literary Machines 1992
Podemos dizer que hipertexto é um texto dentro de outro texto.
Outro conceito que ilustra bem a ideia de hipertexto é a de Mise en abyme,o termo deriva do francês e significa literalmente "colocar o infinito", na arte é colocar o próprio objeto infinitamente dentro de si, no hipertexto poderíamos aproximar a ideia dos infinitos links que vão se refinando por um único caminho.
O Hipertexto pode ser entendido como o inconsciente coletivo, de onde se pode buscar a clareza de conhecimentos já vistos, mas não claros no momento.

## História
A ideia de hipertexto não nasce com a Internet, nem com a web. De acordo com Burke (2004) e Chartier (2002) as primeiras manifestações hipertextuais ocorrem nos séculos XVI e XVII através de manuscritos e marginalia. Os primeiros sofriam alterações quando eram transcritos pelos copistas e assim caracterizavam uma espécie de escrita coletiva. Os segundos eram anotações realizadas pelos leitores nas margens das páginas dos livros antigos, permitindo assim uma leitura não-linear do texto. Essas marginalia eram posteriormente transferidas para cadernos de lugares-comuns para que pudessem ser consultadas por outros leitores.
Provavelmente, a primeira descrição formal da ideia apareceu em 1945, quando Vannevar Bush publicou na The Atlantic Monthly, "As We May Think", um ensaio no qual descrevia o dispositivo "Memex". Neste artigo, a principal crítica de Bush era aos sistemas de armazenamento de informações da época, que funcionavam através de ordenações lineares, hierárquicas, fazendo com que o indivíduo que quisesse recuperar uma informação tivesse que percorrer catálogos ordenados alfabetica ou numericamente ou então através de classes e subclasses. De acordo com Bush, o pensamento humano não funciona de maneira linear, mas sim através de associações e era assim que ele propunha o funcionamento do Memex.
O dispositivo nunca chegou a ser construído, mas hoje é tido como um dos precursores da atual web. A tecnologia usada seria uma combinação de controles eletromecânicos, câmeras e leitores de microfilme, todos integrados em uma grande mesa. A maior parte da biblioteca de microfilme estaria contida na própria mesa com a opção de adicionar ou remover rolos de microfilme à vontade. A mesa poderia também ser usada sem a criação de referências, apenas para gerar informação em microfilme, filmando documentos em papel ou com o uso de uma tela translúcida sensível ao toque. De certa forma, o Memex era mais do que uma máquina hipertexto. Era precursor do moderno computador pessoal embora baseado em microfilme. O artigo de Novembro de 1945 da revista Life que mostrava as primeiras ilustrações de como a mesa do Memex podia ser, mostrava também ilustrações de uma câmera montada sobre a cabeça, que o cientista podia usar enquanto fazia experiências, e de uma máquina de escrever capaz de reconhecimento de voz e leitura de texto por síntese de voz. Juntas, essas máquinas formariam o Memex, provavelmente, a descrição prática mais antiga do que é chamado hoje o Escritório do Futuro.
Não se pode deixar de citar outro personagem de grande importância histórica que é Douglas Engelbart diretor do Augmentation Research Center (ARC) do Stanford Research Institute, centro de pesquisa onde foram testados pela primeira vez a tela com múltiplas janelas de trabalho; a possibilidade de manipular, com a ajuda de um mouse, complexos informacionais representados na tela por um símbolo gráfico; as conexões associativas (hipertextuais) em bancos de dados ou entre documentos escritos por autores diferentes; os grafos dinâmicos para representar estruturas conceituais (o "processamento de ideias" os sistemas de ajuda ao usuário integrados ao programa).
O trabalho de Ted Nelson e muitos outros sistemas pioneiros de hipertexto com o "NLS", de Douglas Engelbart, e o HyperCard, incluído no Apple Macintosh, foram rapidamente suplantados em popularidade pela World Wide Web de Tim Berners-Lee, embora faltasse a esta muitas das características desses sistemas mais antigos como links tipados, transclusão e controle de versão.

## Principais características do Hipertexto
1. Intertextualidade;
2. Velocidade;
3. Precisão;
4. Dinamismo;
5. Interatividade;
6. Acessibilidade;
7. Estrutura em rede;
8. Transitoriedade;
9. Organização multilinear.[3]

## Hipertexto e Internet
Uma das maiores controvérsias a respeito deste conceito é sobre sua vinculação obrigatória ou não com a internet e outros meios digitais. Alguns autores defendem que o hipertexto acontece apenas nos ambientes digitais, pois estes permitem acesso imediato a qualquer informação. A internet, através da WWW, seria o meio hipertextual por excelência, uma vez que toda sua lógica de funcionamento está baseada nos links.
Outros pesquisadores acreditam que a representação hipertextual da informação independe do meio. Pode acontecer no papel, por exemplo, desde que as possibilidades de leitura superem o modelo tradicional contido das narrativas contínuas (com início, meio e fim). Uma enciclopédia é um clássico exemplo de hipertexto baseado no papel, pois permite acesso não-linear aos verbetes contidos em diferentes volumes. Um exemplo de hipertexto tradicional são as anotações de
Leonardo Da Vinci e também a Bíblia, devido sua forma não-linear de leitura.

## Hipertexto e Educação
Um tópico relevante é a utilização da ferramenta de hipertexto na Educação. O trabalho com hipertexto pode impulsionar o aluno à pesquisa e à produção textual. O hipertexto como ferramenta de ensino e aprendizagem facilita um ambiente no qual a aprendizagem acontece de forma incidental e por descoberta, pois ao tentar localizar uma informação, os usuários de hipertexto, participam ativamente de um processo de busca e construção do conhecimento, forma de aprendizagem considerada como mais duradoura e transferível do que aquela direta e explícita.
A relação entre Educação e mídias digitais se faz a partir da popularização da internet, mediante o uso intenso da linguagem html, que possibilitou a montagem de rede hipertextuais, com links. Com o uso de hipertexto, conexões disponibilizam material de referência, independente do tema de interesse, com construção de base de dados cujo acesso associativo forma uma verdadeira rede de conceitos e exemplos.
No meio acadêmico-científico, a organização das informações são artificiais, pois tendem a uma hierarquização forjada. A disposição das informações no meio reticular da internet, com o auxílio dos hiperlinks, disponibiliza os conteúdos relacionados conforme seu desenvolvimento, a partir da ideia de que hipertextos transformam automaticamente palavra em texto escrito. Dessa maneira, são como as associações na mente humana, que se movimenta de uma representação para outra ao longo de uma rede intricada.
Conforme Pierre Lévy, os conteúdos tendem à digitalização, que conecta numa mesma rede o cinema, o jornalismo, a música e as telecomunicações, deixando o tratamento físico dos dados em segundo plano. Assim, "ao entrar em um espaço interativo e reticular de manipulação, associação e leitura, a imagem e o som adquirem um estatuto de quase-textos", o que amplia as ferramentas de ensino e discussão.

## Hipertexto e Jornalismo
Primeira Geração: Jornalismo impresso
No jornalismo, o hipertexto não passou a ser usado somente a partir do advento do jornalismo online. Ao invés da tecnologia dos links, o jornal impresso desenvolveu técnicas análogas que podem quebrar a linearidade da leitura. Pode ser encontrado no meio impresso, por exemplo, através de índices, rodapés, remissões, legendas, boxes, caixas de diálogo, gráficos, entre outros.
Nos índices dos jornais e revistas, o leitor tem conhecimento do que encontrará na publicação, sendo direcionado para as matérias de seu interesse. A divisão em editorias também tem esse papel, fazendo com que o leitor não precise ler o jornal na íntegra, o que caracteriza uma leitura não-linear.
Já as notas de rodapé desviam o olhar do leitor e o direcionam para outra informação que complementa ou esclarece algo citado no texto, recurso comum em livros. As remissões são utilizadas para remeter o leitor a outras matérias, seja para facilitar o entendimento daquela lida no momento ou para complementar o assunto.
Um recurso que também é comum nos jornais é o box. Pode conter um histórico da situação abordada na matéria, uma informação adicional, uma curiosidade, ou mesmo uma prestação de serviço. Para isso, palavras podem ser destacadas para que assim remetam a uma outra informação contida no box, funcionando como um link no papel.
Segunda Geração: Jornalismo online
A internet começou a ser utilizada com finalidade jornalística de forma expressiva em meados dos anos 1990, com o desenvolvimento da Web. A partir daí, uma nova forma de informar e de se relacionar com o público surgiu: o jornalismo online.
Num primeiro momento, esse jornalismo não passava de uma transposição das matérias do jornal impresso para o meio digital. Em uma segunda fase, os textos começam a investir nas tecnologias informáticas, nas quais o link confere velocidade à conexão entre diferentes notícias. Os e-mails surgem como forma de comunicação com o leitor.
O webjornalismo desponta definitivamente com o surgimento de projetos editoriais voltados exclusivamente para a internet. Esse atual jornalismo possui características específicas: interatividade, customização de conteúdo, hipertextualidade e multimidialidade (Bardoel e Deuze, 2000).
A interatividade faz com que o leitor se sinta parte do processo e possa enviar sugestões/opiniões aos jornalistas. O conteúdo é customizado a partir de sites configurados de acordo com os interesses do leitor, que já o direcionam para suas áreas preferenciais. Já a multimidialidade se refere à mistura de diferentes mídias tradicionais (imagem, texto e som) para narrar um fato.
Terceira Geração: Jornalismo colaborativo
O jornalismo colaborativo dá um passo a frente do webjornalismo, na medida em que quebra as barreiras entre jornalista/leitor. Surge a Web 2.0, termo que descreve o atual período da rede cuja ênfase passa da publicação para a colaboração. Nela, a abertura dos hipertextos é levada ao limite: os envolvidos compartilham a construção comum do texto. O melhor exemplo é a Wikipedia, que permite a invenção coletiva ao mesmo tempo que cria links entre seus próprios verbetes.
Nos diversos sites colaborativos, como o WikiNews e o Slashdot, o jornalista não mais detém o poder da escrita. Eles permitem que o leitor se coloque como repórter e mande sua própria matéria. O jornalista coreano Oh Yeon Ho, ao criar o OhMyNews, decreta que "todo cidadão é um repórter"
Além disso, sites jornalísticos tradicionais vem apostando na interação com o leitor permitindo que este envie matérias, vídeos, fotos e informações que possam colaborar na construção da notícia, como o Vc Repórter, do Portal Terra, e o Eu-repórter, do Jornal O Globo.

## Conferências Acadêmicas
Uma das principais conferências sobre novas pesquisas em hipertexto é a Conference on Hypertext and Hypermedia (HT), realizada anualmente pela ACM.
The International World Wide Web Conferences Steering Committee inclui muitos artigos de interesse. Há também uma lista com links para todas as conferências da série.

## Hipertexto como rizoma virtual
O hipertexto existe pelos avanços da tecnologia, através da organização das informações digitais, com conexões e ligações que formam um processo de leitura não linear. Como um rizoma, que cresce e se ramifica em diferentes direções para que novas sejam criadas, "não se deve confundir tais linhas ou lineamentos com linhagens de tipo arborescente, que são somente ligações localizáveis entre pontos e posições. (…) O rizoma se refere a um mapa que deve ser produzido, construído, sempre desmontável, conectável, reversível, modificável, com múltiplas entradas e saídas, com suas linhas de fuga. São os decalques que é preciso referir aos mapas e não o inverso." (DELEUZE e GUATTARI, 2004, p. 32-33).
Assim, “a estrutura do hipertexto em rede permite o livre caminhar por links, experimentando a não-linearidade (ou multilinearidade), a multiplicidade e a heterogeneidade de pontos de vistas. Trata-se de uma nova experiência quotidiana criada a partir da interligação dos espaços em redes telemáticas, não como experiência de privação, isolamento ou desrealização, mas como forma de construir e inventar o dia-a-dia.” (LEMOS, 2010).
Segundo Landau e Liefchitz (2004), “devemos abandonar sistemas conceituais fundados nas ideias de margem, hierarquia e linearidade e substituí-los por outros de multilinearidade, nós, links e redes. Quase todos os estudiosos dessa mudança de paradigma, que marca uma revolução no pensamento humano, percebem a escrita eletrônica como uma resposta para as forças e fraquezas do livro impresso.”